# Egypte (Ooststellingwerf)
Egypte (Stellingwerfs: Iegypte, Fries: Egypte) is een buurtschap in de gemeente Ooststellingwerf, in de Nederlandse provincie Friesland.
Egypte ligt ten zuiden van de Tjonger en ten noordoosten van het dorp Nijeberkoop, waar het ook formeel onder valt. Het ligt aan de gelijknamige weg, de Delleburen en de Alberdalaan die het met Nijeberkoop verbindt. het meest oostelijke stuk met een woning, van de Egypte valt eigenlijk onder de buurtschap Twijtel maar wordt soms ook tot de buurtschap Egypte gerekend.
De naam van de buurtschap is waarschijnlijk afgeleid van een gelijknamige boerderij. 
Egypte is net als dat dorp Nijeberkoop gelegen aan het Nationaal Park Drents-Friese Wold, wat een belangrijke toeristentrekker is. Bij Egypte liggen ook verschillende wandelroutes.

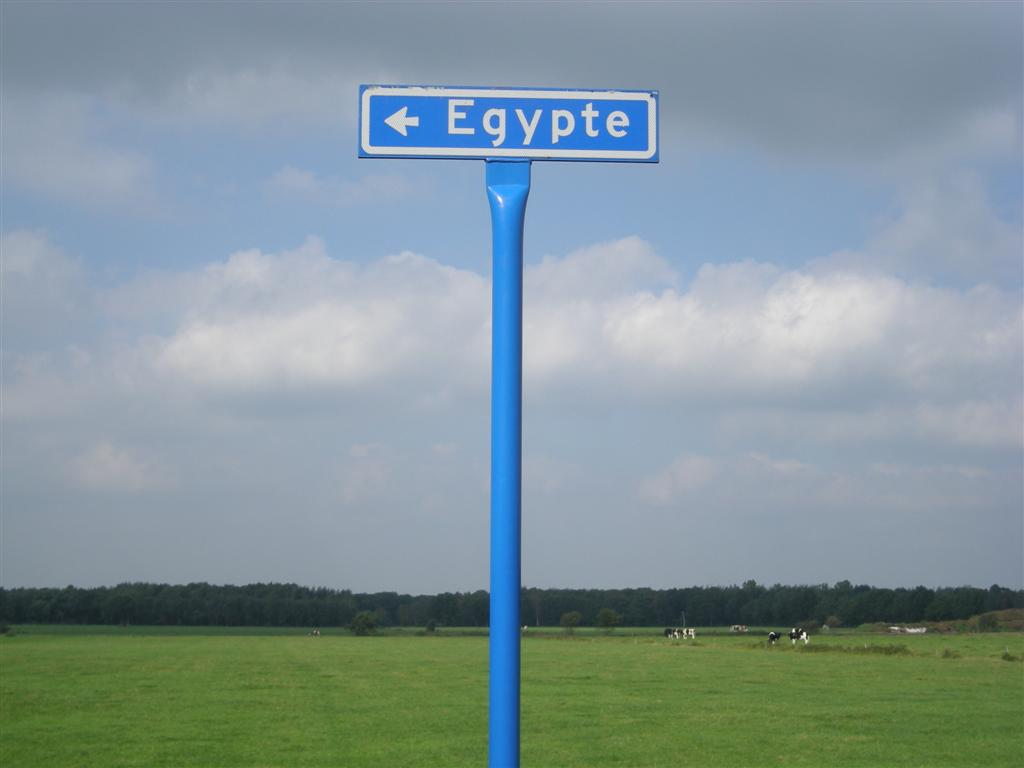
Wegwijzer. Egypte in Ooststellingwerf